# Erina delospila
Erina delospila is een vlinder uit de familie van de Lycaenidae. De wetenschappelijke naam van de soort is voor het eerst gepubliceerd in 1903 door Gustavus Athol Waterhouse.
De soort komt voor in Australië.